# 科学技術振興調整費
科学技術振興調整費（かがくぎじゅつしんこうちょうせいひ）は、かつて存在した日本の競争的資金。2010年に行われた事業仕分けにより廃止された。

## 概要
- 科学技術振興調整費は、日本の科学技術に関する最高の審議機関である科学技術会議の総合調整機能を具現化するために1981年度に創設された制度であり、科学技術会議は、総合調整機能のみを有し、具体的な政策手段は有しないと法律上規定されていたため、文部科学省に予算計上しつつ、科学技術会議の方針に基づいて使用する予算とされていた。

## 沿革
- 1981年 創設[1]
- 2010年 行政事業仕分けの結果廃止